# 그레고리 말레
그레고리 말레(프랑스어: Grégory Mallet, 1984년 12월 2일 ~ )는 프랑스의 수영 선수이다. 2008년 베이징 올림픽, 2012년 런던 올림픽에서 은메달을 수상했다.